# Alcohol 120%
Alcohol 120% ist ein CD/DVD-Emulator mit Brennfunktion, der von Alcohol Soft entwickelt wurde. Alcohol 52% ist eine reduzierte Version dieser Software, die lediglich die Emulationsfunktionen, aber keine Brennfunktion enthält. Beide Programmvarianten werden in einer kostenpflichtigen Version mit Produktunterstützung vertrieben, für die nach einem Testzeitraum von 15 Tagen eine Lizenz erworben werden muss. Ausschließlich für Privatanwender sind sowohl Alcohol 120% als Alcohol 52% auch in einer kostenfreien Version (Free Edition) erhältlich.
Alcohol benutzt Rootkit-Techniken, um sich vor Kopierschutz-Programmen zu verstecken.

## Kritik
Auch bei den offiziellen, vom Hersteller signierten Installationspaketen wird versucht, die spywareverdächtige Software Smart File Advisor mitzuinstallieren, die nach Einrichtung permanent im Hintergrund aktiv ist, regelmäßig eine Liste installierter Programme an einen Internet-Server meldet und den Windows-Dialog Öffnen mit..., der zur Verknüpfung eines Dateityps mit einer Anwendung dient, durch einen eigenen Dialog ersetzt. In den kostenpflichtigen Versionen muss der Anwender die zusätzliche Installation bei Nichtinteresse explizit abwählen, sie ist jedoch unabhängig von der getroffenen Auswahl bei jeder Update-Installation standardmäßig aktiviert. In den kostenfreien Versionen wird die Zusatzsoftware zwingend mitinstalliert und kann auf direktem Weg über die Windows-Programmverwaltung nicht deinstalliert werden, ohne auch die Hauptsoftware zu deinstallieren.

## Fähigkeiten
Alcohol 120% und Alcohol 52% können Abbilder von CDs und DVDs erstellen, entweder im hauseigenen „Media Descriptor Image“-Format oder in anderen bekannten Formaten.
Außerdem kann Alcohol bis zu 31 (Free Edition: bis zu 6) virtuelle Laufwerke emulieren, in die man CD/DVD-Abbilder einbinden (mounten) kann, wodurch das Brennen auf einen CD/DVD-Rohling sich unter Umständen erübrigt. Alcohol 120% kann Abbilder auf beschreibbare CD/DVD-Rohlinge brennen. Es unterstützt gleichzeitiges Brennen auf mehreren Brennern. Ab der Version 1.9.8.7117 ist das Programm auch in der Lage, auf Blu-ray Disc zu brennen.
Ab Version 1.9.7.6221 ist in Alcohol 120% der sogenannte „Xtra Assistent“ integriert. Diese Funktion erlaubt es dem Nutzer, das Programm auch als Brennsuite wie z. B. Nero zu verwenden. Er öffnet dazu den Assistenten und fügt seine Dateien der Zusammenstellung hinzu, um daraufhin ein Abbild im MDS- oder ISO-Format zu erstellen.
Ab Version 1.9.8.7117 ist in Alcohol 120% ein Modul namens A.C.I.D., eine veränderte Version des Programms Y.A.S.U. (Yet Another SecuRom Utility), integriert. Dieses ermöglicht es dem Anwender, die virtuellen SCSI-Laufwerke zu verstecken und das "Blacklisting" einiger Kopierschutzverfahren (SecuROM und SafeDisc) zu umgehen. A.C.I.D. ist in aktuellen Versionen nur für Kunden von Alcohol Soft erhältlich.

## Deutsche Verkaufsversionen
In Deutschland werden vom Franzis-Verlag verschiedene Kaufhausversionen von Alcohol 120% vertrieben, welche jedoch, um dem deutschen Urheberrecht zu genügen, die meisten heute eingesetzten Software-Kopierschutzverfahren nicht umgehen können. Der Herausgeber verwendet für diese Versionen eigene Bezeichnungen und bietet im Gegensatz zum Entwickler Alcohol Soft keine kostenfreien Aktualisierungen an. So wurde etwa die Programmversion 1.9.6.4719 in Deutschland unter anderem als „Alcohol 120% Classic Edition Vista“ vertrieben. Während für Kunden von Alcohol Soft die Nachrüstung der Blu-ray-Funktionen als kostenloses Update (Version 1.9.8.7117) bereitgestellt wurde, ist diese Version in Deutschland nur als neues Vollpreisprodukt mit der Bezeichnung „Alcohol 120% 5.0 BluRay“ erhältlich.
Der Franzis-Verlag nutzt die Bezeichnung Alcohol oder Variationen des Alcohol-Logos auch für einige andere Programme, die nicht zur Produktpalette von Alcohol Soft gehören (z. B. Alcohol 120% Audio-Converter, Alcohol 120% Musik-Recorder, Audio 180%). Von einigen dieser Zusammenstellungen distanziert sich der Entwickler und leistet keine Produktunterstützung.

## Unterstützte Dateitypen
- .mds, Media DeScriptor (eigenes Abbilddatei-Format)
- .mdf, Media Datagram File (eigenes Metainfo-Format)
- .bwt, Blindread-Abbilddatei
- .b5t, .b6t BlindWrite V5/V6-Abbilddatei
- .ccd, CloneCD-Abbild
- .bin/.cue, Binäres Abbild und Cuesheet
- .iso, ISO-Abbilder nach ISO-9660-Standard
- .isz, Komprimiertes ISO-Abbild
- .cdi, DiskJuggler-Abbilddatei
- .pdi, Instant CD/DVD-Abbilddatei
- .nrg, Nero-Abbilddatei

## Umgang mit Kopierschutztechnologien
Alcohol 120% und mit Einschränkungen auch Alcohol 52% sind in der Lage, bestimmte Kopierschutzverfahren wie SecuROM oder SafeDisc zu umgehen. Da Programme mit derartigen Fähigkeiten in Deutschland nicht beworben oder verkauft werden dürfen, ist dort in Kaufhäusern nur eine dem deutschen Recht angepasste funktionsreduzierte Version erhältlich.
Aus rechtlichen Gründen können die Alcohol-Programme weder Sicherheitskopien noch virtuelle Abbilder von Video-DVDs erzeugen, deren Inhalt mit dem Content Scramble System (CSS) verschlüsselt ist.

## Belege und Anmerkungen
1. ↑  Changelog Alcohol 120% und Alcohol 52%
2. ↑  Eine ältere Version mit Unterstützung für Windows 95 und 98 (1.9.5.3105) wird weiterhin angeboten, jedoch nicht mehr aktualisiert und nur eingeschränkt unterstützt.
3. ↑  Vom Hersteller selbst angegebene Bezugsquelle der Free Edition von Alcohol 120%
4. ↑  Vom Hersteller selbst angegebene Bezugsquelle der Free Edition von Alcohol 52%
5. ↑  Mark Russinovich: Using Rootkits to Defeat Digital Rights Management (englisch), 6. Februar 2006
6. ↑  Malware scan of sfa.exe (Smart File Advisor)
7. ↑  Hinweis zu Alcohol 120% Director's Cut im offiziellen Alcohol-Forum (Memento vom 14. März 2007 im Internet Archive)